# 若江郡
- 令制国一覧 > 畿内 > 河内国 > 若江郡
- 日本 > 近畿地方 > 大阪府 > 若江郡

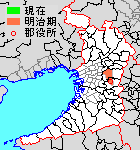
大阪府若江郡の位置

若江郡（わかえぐん）は、かつて河内国・堺県・大阪府にあった郡。

## 郡域
1880年（明治13年）に行政区画として発足した当時の郡域は、概ね下記の区域にあたる。
- 八尾市の一部（末広町、本町、高町、光南町、清水町、松山町、青山町、中田、八尾木北、八尾木、東弓削以東かつ山本町北、山本町、山本町南、山本高安町、柏村町、刑部、都塚以西および陽光園・明美町・南本町・高美町・曙町の各一部）
- 東大阪市の一部（高井田西、高井田本通、高井田中、高井田、新喜多、西堤本通西、御厨栄町、小阪、小阪本町、上小阪、西上小阪、小若江、近江堂、源氏ケ丘、友井より北東かつ加納、古箕輪、角田、稲葉、岩田町、若江東町以西）

## 歴史

### 古代

#### 式内社
『延喜式』神名帳に記される郡内の式内社。
| 神名帳                       | 神名帳              | 神名帳 | 神名帳         | 比定社             | 比定社                 | 比定社                   | 集成 |
| 社名                         | 読み                | 格     | 付記           | 社名               | 所在地                 | 備考                     | 集成 |
| ---------------------------- | ------------------- | ------ | -------------- | ------------------ | ---------------------- | ------------------------ | ---- |
| 若江郡 22座（大2座・小20座） |                     |        |                |                    |                        |                          |      |
| 坂合神社 二座                | サカヒノ            | 小     |                | 阪合神社           | 大阪府八尾市小阪合町   |                          |      |
| 矢作神社                     | ヤツクリノ ヤハギノ | 小     |                | 矢作神社           | 大阪府八尾市南本町     |                          |      |
| 若江鏡神社                   | ワカエノ-           | 小     |                | 若江鏡神社         | 大阪府東大阪市若江南町 |                          |      |
| 御野県主神社 二座            | ミノアカタヌシノ    | 小     | 鍬靫           | 御野縣主神社       | 大阪府八尾市上ノ島南町 |                          |      |
| 石田神社 三座                | イハタノ            | 小     |                | 石田神社           | 大阪府東大阪市岩田町   |                          |      |
| 川俣神社                     | カハマタノ          | 小     | 鍬靫           | 川俣神社           | 大阪府東大阪市川俣     |                          |      |
| 弓削神社 二座                | ユケノ              | 並大   | 月次相嘗新嘗   | 弓削神社           | 大阪府八尾市東弓削     |                          |      |
| 弓削神社 二座                | ユケノ              | 並大   | 月次相嘗新嘗   | 弓削神社           | 大阪府八尾市弓削町     |                          |      |
| 都留美島神社                 | ツルユミシマノ      | 小     | 鍬             | 都留美島神社       | 大阪府八尾市都塚       |                          |      |
| 長柄神社                     | ナカラノ            | 小     | 鍬             | 合祀：矢作神社     | 大阪府八尾市南本町     | 跡地は大阪府八尾市東本町 |      |
| 意支部神社                   | オキヘノ            | 小     |                | （論）天神社       | 大阪府東大阪市御厨     |                          |      |
| 意支部神社                   | オキヘノ            | 小     | （論）長田神社 | 大阪府東大阪市長田 |                        |                          |      |
| 弥刀神社                     | ミトノ ハヤト       | 小     |                | 弥刀神社           | 大阪府東大阪市近江堂   |                          |      |
| 宇婆神社                     | ウハノ              | 小     |                | 宇婆神社           | 大阪府東大阪市加納     |                          |      |
| 渋川神社 二座                | シフカハノ          | 小     |                | 渋川神社           | 大阪府八尾市植松町     |                          |      |
| 栗栖神社                     | クルスノ            | 小     |                | 八尾神社           | 大阪府八尾市本町       |                          |      |
| 加津良神社                   | カツラノ            | 小     |                | 加津良神社         | 大阪府八尾市萱振町     |                          |      |
| 中村神社                     | ナカムラノ          | 小     |                | 仲村神社           | 大阪府東大阪市菱江     |                          |      |
| 凡例を表示                   |                     |        |                |                    |                        |                          |      |

### 近世以降の沿革
- 「旧高旧領取調帳」に記載されている明治初年時点での支配は以下の通り。○は村内に寺社除地[2]が存在。（64村）

| 知行   | 知行           | 村数 | 村名 |
| ------ | -------------- | ---- | --- |
| 幕府領 | 幕府領         | 28村 | ○近江堂村、○友井村、宝持村、○下小阪村、○高井田村、○森河内村、鴻池新田、橋本新田、中新田、○本庄村、三島新田、菱屋東新田、○小若江村、○東弓削村、中田村、○西郷村、○萱振村、上若江村、○下若江村、成法寺村、○別宮村、今井村、八尾座村、○庄之内村、東郷村、木戸村、大信寺新田、○新庄村 |
| 幕府領 | 京都守護職役知 | 14村 | ○稲田村、○箕輪新田、箕輪村、○御厨村、菱屋中新田、○加納村、○稲葉村、○長田村、横枕村、○川俣村、○西堤村、○荒本村、○新家村、○菱江村 |
| 幕府領 | 旗本領         | 6村  | ○中小阪村、○上小阪村、○岩田村、○西岩田村、瓜生堂村、○若江村 |
| 藩領   | 上野沼田藩     | 5村  | 中野村、○八尾中野村、刑部村、○八尾木村、○寺内村 |
| 藩領   | 相模小田原藩   | 4村  | 新喜多新田、柏村新田、玉井新田、山本新田 |
| 藩領   | 下野高徳藩     | 3村  | ○都塚村、○小坂合村、○西郡村 |
| 藩領   | 大和郡山藩     | 1村  | 南萱振村 |
| 藩領   | 山城淀藩       | 2村  | ○佐堂村、○穴太村 |
| その他 | 寺社領         | 1村  | 八尾村 |

- 慶応4年

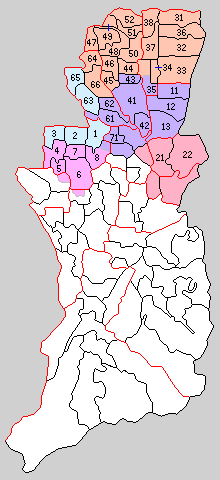
41.八尾村 42.曙川村 43.西郡村 44.若江村 45.弥刀村 46.小阪村 47.高井田村 48.意岐部村 49.楠根村 50.玉川村 51.西六郷村 52.北江村（紫：八尾市 橙：東大阪市 1 - 8は丹北郡 11 - 13は高安郡 21・22は大県郡 31 - 38は河内郡 61 - 66は渋川郡 71は志紀郡）

  - 2月 - 幕府領・旗本領が大坂裁判所司農局の管轄となる。
  - 5月2日（1868年6月21日） - 大坂裁判所司農局の管轄地域が大阪府司農局の管轄となる。
  - 6月8日（1868年7月27日） - 大阪府司農局の管轄地域が大阪府南司農局の管轄となる。
  - 6月 - 戊辰戦争後の処分により小田原藩が減封となり、本郡内の領地が消滅。
- 明治2年
  - 1月20日（1869年3月2日） - 大阪府南司農局の管轄地域が河内県の管轄となる。
  - 8月2日（1869年9月7日） - 河内県の管轄地域が堺県の管轄となる。
- 明治3年3月19日（1870年4月19日） - 高徳藩が下総曽我野藩に転封。本郡内の領地が堺県の管轄となる。
- 明治4年
  - 7月14日（1871年8月29日） - 廃藩置県により藩領が沼田県、郡山県、淀県の管轄となる。
  - 10月28日（1871年12月10日） - 第1次府県統合により、沼田県の管轄地域が群馬県の管轄となる。
  - 11月22日（1872年1月2日） - 第1次府県統合により、全域が堺県の管轄となる。
- 明治7年（1874年）1月22日 - 大区小区制の堺県での施行により、河内国第2大区となる。
- 明治8年（1875年） - 八尾村が西郷村に合併。（63村）
- 明治13年（1880年）4月15日 - 郡区町村編制法の堺県での施行により、行政区画としての若江郡が発足。寺内村の大信寺に「八尾郡役所」が設置され、同郡および丹北郡・高安郡・渋川郡・大県郡・河内郡とともに管轄。八尾郡役所はまもなく改称して「丹北高安渋川大県若江河内郡役所」となる。
- 明治14年（1881年）2月7日 - 大阪府の管轄となる。
- 明治19年（1886年）（61村）
  - 上若江村および若江村の一部が合併して若江南村となる。
  - 下若江村および若江村の残部が合併して若江北村となる。
  - 南萱振村が萱振村に合併。
- 明治20年（1887年）（1町58村）
  - 箕輪新田が箕輪村に、中新田が鴻池新田にそれぞれ合併。
  - 寺内村が改称して八尾町となる。
- 明治22年（1889年）4月1日 - 町村制の施行により、下記の各村が発足。特記以外は現・東大阪市。（12村）
  - 八尾村 ← 東郷村、八尾町、大信寺新田、西郷村、木戸村、庄之内村、成法寺村、今井村、別宮村、八尾座村、穴太村、佐堂村、萱振村、八尾中野村、山本新田、小坂合村（現・八尾市）
  - 曙川村 ← 八尾木村、東弓削村、都塚村、柏村新田、刑部村、中田村（現・八尾市）
  - 西郡村（単独村制。現・八尾市）
  - 若江村 ← 若江南村、若江北村
  - 弥刀村 ← 友井村、近江堂村、小若江村
  - 小阪村 ← 中小阪村、上小阪村、宝持村、下小阪村
  - 高井田村 ← 高井田村、新喜多新田、森河内村
  - 意岐部村 ← 御厨村、菱屋中新田、新家村、荒本村、菱屋東新田
  - 楠根村 ← 稲田村、橋本新田、長田村、西堤村、川俣村
  - 玉川村 ← 岩田村、瓜生堂村、西岩田村、稲葉村、菱江村
  - 西六郷村 ← 本庄村、中野村、横枕村、箕輪村
  - 北江村 ← 新庄村、鴻池新田、三島新田
  - 加納村が河内郡東六郷村、玉井新田が河内郡三野郷村のそれぞれ一部となる。
- 明治29年（1896年）4月1日 - 郡制の施行のため、「丹北高安渋川大県若江河内郡役所」が管轄する各郡および志紀郡三木本村の区域をもって中河内郡が発足。同日若江郡廃止。

## 行政
八尾郡長→堺県丹北・高安・渋川・大県・若江・河内郡長
| 代 | 氏名   | 就任年月日                | 退任年月日               | 備考         |
| -- | ------ | ------------------------- | ------------------------ | ------------ |
| 1  | 名和暢 | 明治13年（1880年）4月16日 | 明治14年（1881年）2月6日 | 大阪府に移管 |

大阪府丹北・高安・渋川・大県・若江・河内郡長
| 代 | 氏名     | 就任年月日                | 退任年月日                | 備考                                                                               |
| -- | -------- | ------------------------- | ------------------------- | ---------------------------------------------------------------------------------- |
| 1  | 名和暢   | 明治14年（1881年）2月7日  | 明治14年（1881年）3月3日  |                                                                                    |
| 2  | 浦橋僴   | 明治14年（1881年）3月31日 | 明治19年（1886年）8月25日 |                                                                                    |
| 3  | 深瀬和直 | 明治19年（1886年）8月25日 | 明治26年（1893年）5月31日 |                                                                                    |
| 4  | 松村秀真 | 明治26年（1893年）5月31日 | 明治29年（1896年）3月31日 | 丹北郡・高安郡・渋川郡・大県郡・河内郡および志紀郡三本木村との合併により若江郡廃止 |